# Amata sinensis
Amata sinensis är en fjärilsart som beskrevs av Rothschild 1910. Amata sinensis ingår i släktet Amata och familjen björnspinnare. Inga underarter finns listade i Catalogue of Life.